# 吉田連正
吉田 連正（よしだ つらまさ）は、戦国時代から安土桃山時代にかけての武将。立花氏の家臣。

## 出自
先祖の吉田兼貴（式部太輔）は天文16年（1547年）に大友義鑑治下の豊後国に下向し、豊後に残った子孫が連正であるという。父・吉田兼晟は永禄年間（1558年-1570年）に至り、戸次鑑連（後の立花道雪）に属したようである。

## 略歴
連正は年月日不詳ながら鑑連が剃髪する以前に仕官する。科人の誅伐や戦い
への御供などにより度々田地を預かったり、鑑連や立花宗茂、大友義統より感状を賜っている。また、鑑連の「連」の一字を拝領される。
天正14年（1586年）の岩屋城の戦いにおいて高橋紹運の守る岩屋城への援軍及び紹運の先途見届けを願い出て援軍の頭人を命じられる。信国の腰物を拝領されて援軍に迎い、天正14年7月27日（1586年9月10日）に岩屋において戦死する。家督は子・成兼が継いだ。